# Nombre de potència
El nombre de potència Np (també conegut com el nombre de Newton) és una magnitud adimensional usada habitualment que relaciona la força de resistència i la força d'inèrcia.
El nombre de potència té especificacions diferents en funció del camp d'aplicació. Per exemple, per agitadors magnètics, el nombre de potència ve definit com:
{\displaystyle N_{\mathrm {p} }={\frac {P}{\rho n^{3}D^{5}}}}
amb: 
- P: potència
- ρ: densitat del fluid
- n: velocitat de rotació
- D: diàmetre de l'agitador[1]